# Joseph Mobio
Joseph Yantchoue Mobio (Guidonia Montecelio, 26 maggio 1998) è un cestista italiano con cittadinanza ivoriana, che gioca come ala nella Pallacanestro Brescia.

## Carriera
Nato a Guidonia Montecelio da genitori ivoriani e trasferitosi a Brescia in tenera età, Mobio compie la trafila delle giovanili nel vivaio della Leonessa Brescia. Nella stagione 2015-2016 viene aggregato in prima squadra con cui colleziona le prime fugaci apparizioni in Serie A2, due in regular season e due ai play-off culminati con la promozione dei biancoblù in Serie A.
L'anno seguente viene girato in prestito alla Stella Azzurra Roma, dove gioca sia con la prima squadra in Serie B che nella formazione Under-20 Eccellenza. Per la stagione 2017-2018 viene nuovamente ceduto in prestito, questa volta al Valdiceppo Perugia, sempre in Serie B, squadra con cui totalizza 10,4 punti e 7,1 rimbalzi in 27,9 minuti a gara.
Nel luglio 2018 passa a titolo definitivo all'Orlandina Basket, squadra impegnata nella Serie A2 2018-2019. Al suo primo anno con i siciliani mette a referto 3,7 punti in 12,2 minuti di media, mentre la squadra chiude la regular season al secondo posto nel girone ovest per poi arrivare fino alle finali play-off, perse contro Treviso. Nell'estate del 2019 il suo contratto in scadenza viene rinnovato da Capo d'Orlando con un accordo biennale valido fino al 30 giugno 2021. Nella cittadina siciliana rimane tuttavia solo per un'altra stagione, in cui registra una media di 8,5 punti, 4,0 rimbalzi e 28,6 minuti a partita prima dello stop ai campionati causato dalla pandemia di COVID-19.
Nel luglio 2020, infatti, sfrutta un'opzione di uscita prevista dal suo contratto e si trasferisce all'ambiziosa Amici Pallacanestro Udinese, dove parte prevalentemente dalla panchina giocando mediamente 12,6 minuti ad incontro. I friulani di coach Matteo Boniciolli raggiungono le finali play-off ma non riescono a centrare la promozione, perdendo la serie contro Napoli.
Il 14 luglio 2021 viene presentato dal Derthona Basket, club di Tortona neopromosso in Serie A. La sua parentesi in Piemonte si rivela però breve, poiché disputa due gare di Supercoppa italiana prima di rescindere ad ottobre al fine di trovare maggiore spazio altrove. Torna così a calcare i parquet di Serie A2 con l'ingaggio da parte di Scafati, dove contribuisce alla promozione in Serie A della squadra campana registrando una media di 6,8 punti e 4,2 rimbalzi tra regular season e play-off.
Il 7 luglio 2022 diventa un giocatore della Vanoli Cremona a fronte della firma di un accordo biennale. Dà un contributo significativo alla stagione dei biancazzurri, coronata dalla conquista della Supercoppa LNP di Serie A2, della Coppa Italia di Serie A2 e soprattutto della vittoria del campionato di Serie A2 2022-2023 concluso con un 3-0 nella serie finale su Forlì. Per Mobio, che chiude con una media di 8,1 punti e 5,0 rimbalzi a partita in regular season e 8,7 punti e 5,7 rimbalzi in dieci gare di play-off, è la seconda promozione consecutiva in Serie A.
Nonostante la volontà della dirigenza lombarda di trattenerlo in vista dell'imminente stagione 2023-2024 nella massima serie, nel luglio 2023 è stato acquisito da Trapani Shark, società di nuova formazione che si è distinta per un mercato di alto profilo e che, tra le varie operazioni, per assicurarsi il cartellino di Mobio avrebbe pagato a Cremona un significativo buyout che i media hanno quantificato in 100 000 euro. Tra regular season e play-off segna 7,5 punti e cattura 4,1 rimbalzi in 20,7 minuti a partita, apporto che aiuta i granata a ottenere la promozione nella massima serie. A livello personale, per il giocatore si tratta della terza promozione consecutiva in tre anni dalla Serie A2 alla Serie A.
Prima dell'inizio della stagione 2024-2025 viene acquistato dalla Pallacanestro Brescia, squadra militante in Serie A, tornando così a giocare nella città in cui è cresciuto.

### Nazionale
Nel luglio 2022 debutta con la canotta della nazionale della Costa d'Avorio disputando due partite di qualificazione per il Mondiale 2023. Nel febbraio 2024 gioca altre tre partite collezionando altrettante vittorie nelle qualificazioni per la Coppa d'Africa 2025, totalizzando complessivamente 16 punti e 12 rimbalzi nell'arco di queste tre gare.

## Palmarès

### Club

#### Competizioni nazionali
- Campionato italiano di Serie A2: 4

Leonessa Brescia: 2015-2016
Scafati Basket: 2021-2022
Vanoli Cremona: 2022-2023
Trapani Shark: 2023-2024
- Coppa Italia LNP: 1

Vanoli Cremona: 2023
- Supercoppa LNP: 2

Vanoli Cremona: 2022
Trapani Shark: 2023

### Finali disputate
- Orlandina Basket: 2018-2019
- Amici Pallacanestro Udinese: 2020-2021
- Pallacanestro Brescia: 2024-2025